# 海老澤敏
海老澤敏（日语：／ Ebisawa Bin、1931年—），日本音樂學者，為日本的莫札特研究專家之一，歷任日本莫札特研究所所長、奧地利薩爾斯堡國際莫札特基金會名譽會員及研究員等職。海老澤為東京出身，1955年東京大學文學部美學美術史系畢業，1962年起憑獎學金赴法國留學2年，曾獲授藝術選獎文部大臣獎、紫綬褒章、文化功勞者及奧地利、法國學術勳章等獎項。